# Cutting (Moselle)
Cutting település Franciaországban, Moselle megyében. Lakosainak száma 101 fő (2022. január 1.). Cutting Domnom-lès-Dieuze, Bidestroff, Lostroff, Loudrefing, Rorbach-lès-Dieuze és Zommange községekkel határos.

## Népesség
A település népességének változása:
| Lakosok száma | 206  | 165  | 155  | 132  | 124  | 135  | 139  | 116  | 105  | 101  |
|               | 1968 | 1982 | 1990 | 2006 | 2013 | 2015 | 2017 | 2019 | 2020 | 2022 |